# 加藤直輝
加藤 直輝（かとう なおき、1980年 - ）は、日本の映画監督、脚本家である。

## 経歴
1980年、東京都に生まれる。立教大学文学部フランス文学科を卒業したのち、東京藝術大学大学院映像研究科に進学。修了作品『A Bao A Qu』が第12回釜山国際映画祭に出品される。2010年、スネオヘアーを主演に迎えて福島県で撮影した映画『アブラクサスの祭』が公開される。

## フィルモグラフィー
- A Perfect Pain（2003年） - 監督・脚本・撮影・編集・音響
- Funeral Dinner（2003年） - 監督・撮影・編集
- Fragments: Tokyo Murder Case（2005年） - 監督・脚本・共同撮影・編集
- Nice View（2005年） - 監督・共同脚本・編集
- りんごの皮がむけるまで（2006年） - 監督
- 渚にて（2007年） - 監督・脚本、オムニバス映画『新訳 今昔物語』の一編
- A Bao A Qu（2007年） - 監督・脚本
- アブラクサスの祭（2010年） - 監督・共同脚本
- Echo Never Goes Out（2011年） - 監督、オムニバス映画『明日』の一編
- 2045 Carnival Folklore (2015年) - 監督・脚本